# Polowanie na kaczki
Polowanie na kaczki (niderl. De Metsiers, w oryginale jest to nazwisko rodziny Metsiers) – debiutancka powieść flamandzkiego pisarza Hugo Clausa, opublikowana w roku 1950 przez amsterdamskie wydawnictwo De Bezige Bij.
Jest to powieść psychologiczna, zainspirowana powieścią Williama Faulknera As I Die Lying odnośnie do wykorzystania wielu perspektyw narracji. Powieść została opatrzona mottem Si tout dans mon amour prendroye racine / J'en planteroye jardin (Jeśli wszystko w miłości ma korzenie, posadzę ogród). 
Autor nie waha się sięgnąć po kontrowersyjne tematy, takie jak m.in. aborcja, morderstwo, związek kazirodczy czy romans pozamałżeński konsekwentnie budując przytłaczającą atmosferę stanu zagrożenia. Ważnym elementem powieści jest erotyka i seksualizm, które jak piszą D. i M. Morciniec, z jednej strony są wyrazem pierwotności nieomal zwierzęcej natury człowieka oraz źródłem i motorem działania ludzkiego. Z drugiej zaś wynikają z tęsknoty jednostki za idealnym uniesieniem i czystym uczuciem, żywionym choćby wbrew usankcjonowanym normom moralnym, narzuconym jednostce przez skorumpowane, pełne hipokryzji społeczeństwo.
Powieść przedstawia wiejską rodzinę Metsiersów, kierującą się własnymi normami moralnymi oraz odizolowaną od reszty społeczeństwa. 
Anna jest w ciąży z Frankiem Smeldersem. Ponieważ Frank nie chce mieć z nią nic wspólnego, wysyła ją do madame Sassen by usunęła ciążę. Wracając z miasta Anna spotyka na moście amerykańskiego żołnierza, Jima Braddoka. Uciekając przed deszczem znajdują schronienie w letniej rezydencji barona, piją rum i rozmawiają. Między Anną oraz jej upośledzonym umysłowo bratem Benniem stopniowo rozwija się kazirodcza miłość.

## Literatura
- D. i M. Morciniec, Historia literatury niderlandzkiej, Wrocław-Warszawa-Kraków-Gdańsk-Łódź 1985, s. 358-359.